# 안혜경
안혜경(安慧京, 1979년 8월 11일 ~ )은 대한민국의 방송인, 배우이다.

## 학력
- 평창초등학교 졸업
- 용전중학교 졸업
- 원주여자고등학교 졸업
- 강릉대학교 생명과학대학 원예조경학과 학사
- 동국대학교 언론정보대학원 석사과정

## 방송
- 2004년: 《코리아! 코리아!》 MC(EBS)
- 2005 ~ 2006년: 《TV특종 놀라운 세상》 MC(MBC)
- 2006년: 《tvN E News》 MC(tvN)
- 2007년: 《연애의 재구성》(iHQ DRAMA)
- 2007년: 《e-시대 이 사람》 MC(리얼TV)
- 2008년: 《안혜경의 후》 MC(리얼TV)
- 2008년: 《매거진 S》 MC(동아TV)
- 2008년: 《무한걸스 - 제주도 레이스 게스트》(MBC 에브리원)
- 2009년: 《요~걸스 다이어리》 MC(E! TV)
- 2009년: 《연애불변의 법칙 나쁜남자7》 MC(올리브TV)
- 2009년: 《하룻밤의 연애 만리장성》 MC(MBC 에브리원)
- 2009년: 《슈퍼스타K 1》 보조MC(Mnet)
- 2010년: 《슈퍼스타K 2》 보조MC(Mnet)
- 2011년: 《슈퍼스타K 3》 보조MC(Mnet)
- 2012년: 《국악樂락》 MC(TV조선)
- 2014년: 《펫 닥터스》(skyPetpark)
- 2015년: 《단짝》(KBS2)
- 2015년: 《전국제패》 게스트(MBN)
- 2016년: 《시티라이프》 MC(MBN)
- 2019년~2021년: SBS 《불타는 청춘》하차
- 2019년: 《TV는 사랑을 싣고》 게스트(KBS1)
- 2021년:  SBS 《골 때리는 그녀들》Fc불나비 골키퍼
- 2025년:  MBC 《건강의 재구성 썰록》37회 출연

## 연기 활동

### 드라마
- 2006년: 《진짜 진짜 좋아해》 - 노진경 역 (MBC)
- 2009년: 《천하무적 이평강》 - 왕성희 역 (KBS2)
- 2010년: 《아직도 결혼하고 싶은 여자》 - 장혜진 역 (MBC)
- 2010년: 《바람 불어 좋은 날》 - 김남숙 역 (KBS1)
- 2011년~2012년: 《오작교 형제들》 - IBC 라디오 DJ 역 (KBS2)
- 2012년: 《아이 러브 이태리》- 토크쇼 MC 역 (tvN)
- 2012년: 《우리들의 차차차》- 수행 역 (SBS funE)
- 2012년: 《신사의 품격》 - 이혼상담녀 역 (SBS) (특별출연)
- 2012년: 《아름다운 그대에게》 - 양서윤 역 (SBS)
- 2012년: 《학교 2013》 - 보건교사 역 (KBS2)
- 2013년: 《환상거탑》 - 미연 역 (tvN)
- 2014년: 《우리들의 차차차3》- 수행 역 (SBS funE)
- 2014년: 《연애 말고 결혼》 - 성형 상담 받으러 온 환자 역 (tvN) (특별출연)
- 2014년: 《미녀의 탄생》 - 리포터 역 (SBS) (특별출연)
- 2014년: 《S.O.S 나를 구해줘》 - 마윤희 역 (KBS 드라마)
- 2015년: 《떴다! 패밀리》 - 최동은 역 (SBS)
- 2015년: 《위대한 조강지처》 - 오은영 역 (MBC)
- 2016년: 《굿 와이프》 - 시사 라이브 진행자 역 (tvN)
- 2016년: 《우리들의 차차차5》- 수행 역 (SBS funE)
- 2016년: 《질투의 화신》 - 아나운서 지원자 역 (SBS)
- 2016년: 《안투라지》 (tvN)
- 2018년: 《리턴》 - 의뢰인 역 (SBS)
- 2018년: 《우리들의 차차차7》- 수행 역 (SBS funE)
- 2020년: 《우리들의 차차차9》- 수행 역 (SBS funE)
- 2021년: 《펜트하우스 3》 - 교도관 역 (SBS)
- 2022년: 《우리들의 차차차11》- 수행 역 (SBS funE)

### 영화
- 2009년: 《키친》 - 라디오 기상캐스터 역(특별출연)
- 2012년: 《네버 엔딩 스토리》 - 결혼정보업체 사장 역(특별출연)
- 2016년: 《점프 시즌1》 - 김성경 아역 슈 역
- 2017년: 《길》 - 병철 아내 역
- 2020년: 《공수도》 - 채영 모 역(특별출연)

### 연극
- 2014년, 2016년: 《가족입니다》 - 진이 역
- 2016년: 《섬마을 우리들》 - 미모 역

## 기타 출연 활동

### CF
- 2005년 르팬
- 2005년 LG유플러스
- 2007년 KB국민카드
- 2010년~2011년: 부광약품 시린메드 에프 - 일기예보 편

## 수상 목록
- 2023년 SBS 연예대상 센추리클럽상

## 이슈
- 2006년 7월 안혜경은 비디오 자키 겸 방송인 하하와 열애설이 불거졌으며 이를 인정하였다.[3] 두 사람은 2009년 11월에 결별하였다.[4]